# Myrmotherula behni
El hormiguerito de Behn (Myrmotherula behni), también denominado hormiguerito cerrero (en Colombia), hormiguerito alillano (en Ecuador) u hormiguerito de ala limpia (en Venezuela), es una especie de ave paseriforme de la familia Thamnophilidae perteneciente al numeroso género Myrmotherula. Es nativa del norte de Sudamérica.

## Distribución y hábitat
Se distribuye de forma disjunta en el sur de Venezuela y adyacente norte de Brasil y oeste de Guyana, en el centro sur de Colombia y en el este de Ecuador.
Esta especie es considerada poco común y local en su hábitat natural: el sotobosque de selvas húmedas montanas bajas y de piedemonte en los tepuyes y rara y muy local en áreas reducidas de la pendiente oriental de los Andes, entre los 800 y 1800 m de altitud.

## Descripción
Mide en promedio 9 cm de longitud. En el plumaje presenta dimorfismo sexual. El macho es gris, con un babero negro en la garganta y el pecho; las plumas coberteras no están marcadas. La hembra tiene dorso castaño oliváceo, la garganta es blanca y el pecho y vientre son de color ante oliváceo a grisáceo.

## Sistemática

### Descripción original
La especie M. behni fue descrita por primera vez por los ornitólogos alemanes Hans von Berlepsch y Paul Leverkühn en 1890 bajo el mismo nombre científico; la localidad tipo es: «Bogotá trade skin, Colombia».

### Etimología
El nombre genérico femenino «Myrmotherula» es un diminutivo del género Myrmothera, del griego « μυρμος murmos»: hormiga y «θηρας thēras»: cazador; significando «pequeño cazador de hormigas»; y el nombre de la especie «behni», conmemora al zoólogo y explorador alemán Wilhelm Friedrich Georg Behn (1808-1878).

### Taxonomía
Parece ser pariente cercana a Myrmotherula grisea con base en la vocalización y al hábitat, y también a M. snowi y M. unicolor de la Mata Atlántica de Brasil, las cuatro han sido agrupadas en el llamado «complejo de Myrmotherula de alas lisas», combinado con el    llamado «complejo de hormigueritos grises», del cual también forman parte Myrmotherula axillaris, M. iheringi, M. minor, M. schisticolor, M. sunensis, M. longipennis, M. urosticta y M. menetriesii; a pesar de que el grupo posiblemente no sea monofilético.

### Subespecies
Según la clasificación del Congreso Ornitológico Internacional (IOC) (Versión 7.2, 2017) y Clements Checklist v.2016, se reconocen 4 subespecies, con su correspondiente distribución geográfica:
- Myrmotherula behni yavii J. T. Zimmer & Phelps, Sr, 1948 – sur de Venezuela (noroeste de Bolívar, Amazonas excepto Cerro Camani) y adyacencias de Brasil (extremo norte de Amazonas).
- Myrmotherula behni camanii Phelps, Sr & Phelps, Jr, 1952 – Cerro Camani, en el norte de Amazonas (Venezuela).
- Myrmotherula behni inornata P.L. Sclater, 1890 – Venezuela (sureste de Bolívar), adyacente Brasil (extremo norte de Roraima) y Guyana (montañas de Pakaraima); los registros en la Guayana francesa requieren confirmación.
- Myrmotherula behni behni Berlepsch & Leverkühn, 1890 – localmente en la pendiente oriental de los Andes en el centro sur de Colombia (Meta) y este de Ecuador (Sucumbíos hasta Zamora-Chinchipe).